# Xian de Pingding
Le xian de Pingding (chinois simplifié : 平定县 ; pinyin : Píngdìng Xiàn) est un district administratif de la province du Shanxi en Chine. Il est placé sous la juridiction de la ville-préfecture de Yangquan.

## Démographie
La population du district était de 317 294 habitants en 1999.

## Personnalités
- Su Gaoli (苏高礼), né en 1937, artiste peintre.